# Amt Neckarsteinach
Das Amt Neckarsteinach war ein Amt und Kondominat des Hochstifts Worms, des Hochstifts Speyer und des Erzbistums Mainz.

## Bestandteile
Zum Amt Neckarsteinach zählten:
- Darsberg[1]
- Grein[2]
- Langenthal[3]
- Neckarhausen (ab 1803)
- Neckarsteinach

Sonderfall Neckarhausen:

Im Alten Reich gehörte Neckarhausen zur Kurpfalz, wo es dem Oberamt Heidelberg unterstand. Mit dem Reichsdeputationshauptschluss fiel es 1803 an die Markgrafschaft Baden, die es aber noch im selben Jahr bei einem Gebietstausch an die Landgrafschaft Hessen-Darmstadt weitergab. Diese gliederte es in das benachbarte Amt Neckarsteinach ein.

## Geschichte

### Funktion
In Mittelalter und Früher Neuzeit waren Ämter eine Ebene zwischen den Gemeinden und der Landesherrschaft. Die Funktionen von Verwaltung und Rechtsprechung waren hier nicht getrennt. Dem Amt stand ein Amtmann vor, der von der Landesherrschaft eingesetzt wurde. 

### Altes Reich
Seitens des Hochstifts Speyer zählte das Amt Neckarsteinach zu dessen Amt Grombach, während das Hochstift Worms es als eigenes Amt führte. Der Mainzer Anteil wird in der Literatur ebenfalls erwähnt.
Im Amt Neckarsteinach galt das Pfälzische Landrecht von 1582, erneuert 1610, als Partikularrecht. Darüber hinaus galt das Gemeine Recht, soweit das Pfälzische Landrecht für einen Sachverhalt spezielle Regelungen nicht enthielt. Dieses Sonderrecht behielt seine Geltung auch im gesamten 19. Jahrhundert während der Zugehörigkeit des Gebietes zum Großherzogtum Hessen und wurde erst zum 1. Januar 1900 von dem einheitlich im ganzen Deutschen Reich geltenden Bürgerlichen Gesetzbuch abgelöst.

### Übergang an Hessen
Im Zuge der Säkularisation und mit dem Reichsdeputationshauptschluss gelangte das Amt Neckarsteinach an die Landgrafschaft Hessen-Darmstadt, die ab 1806 zum Großherzogtum Hessen wurde.
Noch vor 1812 wurde das bisherige Amt Neckarsteinach dem Amt Hirschhorn zugeschlagen.